# Melniboné
Melniboné est une île du cycle d'Elric de l'écrivain de fantasy Michael Moorcock.
Dans la langue de sa population, Melniboné signifie « l'île aux dragons », en raison des dragons (qui ne crachent pas le feu, mais un venin extrêmement inflammable) qui y sont élevés. L'île est située quelque part dans le grand océan, au large des Jeunes Royaumes. Sa capitale est Imrryr, « la Cité qui rêve », où une tour portant le nom de l'empereur de Melniboné surmonte la cité. Le port d'Imrryr est protégé par un vaste labyrinthe connu des seuls Melnibonéens, ce qui empêche toute intrusion non voulue.
Les Melnibonéens sont une race proche des humains, mais à la morphologie légèrement différente. Ils sont cruels et orgueilleux, et sont naturellement doués pour la sorcellerie.
Pendant 10 000 ans, l'empire de Melniboné domina le monde, mais les nations qu'il dominait se soulevèrent les unes après les autres, profitant de la décadence de l'île et de la raréfaction des dragons, qui doivent dormir pendant de longues périodes afin de refaire leurs forces. Lorsque Elric monte sur le trône, son empire se limite à l'île elle-même. Profitant d'une de ses absences, son cousin Yyrkoon usurpe le trône. Pour le reprendre, Elric prend la tête d'une armada issue des Jeunes Royaume, qui amène la destruction d'Imrryr et la chute de Melniboné, les rares survivants de l'empire devenant de simples mercenaires.
Les Melnibonéens sont une race humanoïde fictive qui occupe une place centrale dans le Cycle d'Elric de Moorcock. C'est de ce peuple qu'est issu Elric de Melniboné.

## Physiologie et psychologie
Bien que Moorcock n'emploie jamais ce terme, les Melnibonéens semblent être des Elfes, et plus précisément des Elfes noirs (race qui n'avait pas été inventée lorsque Moorcock écrivit Elric des dragons). Ils sont grands, fins, graciles, agiles, avec des sens et un esprit cent fois plus aiguisés que ceux des humains. Ils ressentent leurs émotions bien plus intensément que ces derniers et se laissent facilement guider par leurs envies.

## Origines et histoire
Les Melnibonéens ne sont pas originaires du monde de Melniboné, mais d'une autre réalité du Million de Sphères. Ils sont venus alors que les hommes de ce plan n'étaient que des bêtes, et il a fallu longtemps avant que d'autres races (comme les hommes ailés de Myrrhyn ou les biologistes Dharzis) ne se dressent contre eux. Ils s'installèrent sur un archipel dont la plus grande île, Melniboné, leur donna leur nom actuel.
Au début, les Melnibonéens adoraient la Balance, la force d'harmonie qui leur garantissait des vies riches et paisibles. Mais à mesure que leur empire croissait, certains voulurent plus de défis et se tournèrent vers l'adoration du Chaos, la force du changement (qui n'est pas foncièrement mauvaise, mais qui demande beaucoup de précautions pour la manipuler). Pour finir, il y eut une guerre civile entre les adorateurs du Chaos et de la Balance. Grâce aux dragons, créatures du Chaos, les premiers gagnèrent et les seconds fuirent vers l'Est.
À la suite de cela, l'Empire de Lumière s'étendit par-delà les plans. De nombreux pays furent conquis ou devinrent les alliés du Trône des Princes Dragons.
Mais la puissance de Melniboné décrut à mesure que ses sujets devenaient de plus en plus décadents et faisaient de moins en moins d'enfants. Pour finir, les pays sujets se revoltèrent et l'empire se réduisit à la seule ville d'Imrryr, sa capitale.
Lorsque commence le Cycle d'Elric, le vieil empereur Sadric LXXXVI va bientôt passer la main à son fils Elric. Cela attise la jalousie de son cousin Yyrkoon qui causera la chute de Melniboné, puis (indirectement) du monde.

## Mode de vie
Les Melnibonéens sont décadents et hédonistes. Ils passent leurs temps à trois sortes d'occupations :
- l'art, sous toutes ses formes, de la peinture à la sculpture sur humains vivants ;
- la magie, qu'ils poussent à l'extrême ;
- les drogues, qu'ils possèdent par milliers et dont ils composent des cocktails explosifs.

Pour permettre ce train de vie, les Melnibonéens se reposent sur des esclaves humains et sur des démons serviteurs.
Seuls quelques-uns d'entre eux revêtent malgré tout l'armure de leurs ancêtres et partent au combat sur les navires, de puissantes nefs magiques en forme de tours noires, ou sur les dragons. Ces derniers sont les frères des Melnibonéens, une race qui leur a juré une alliance éternelle. Ils dorment dans des cavernes et ne se réveillent que quelques jours par décennie ; on peut alors les monter et leur donner des ordres dans une langue oubliée, que les Melnibonéens apprennent par des songes qui leur apportent un savoir ancestral.